# Schloss Burgbernheim

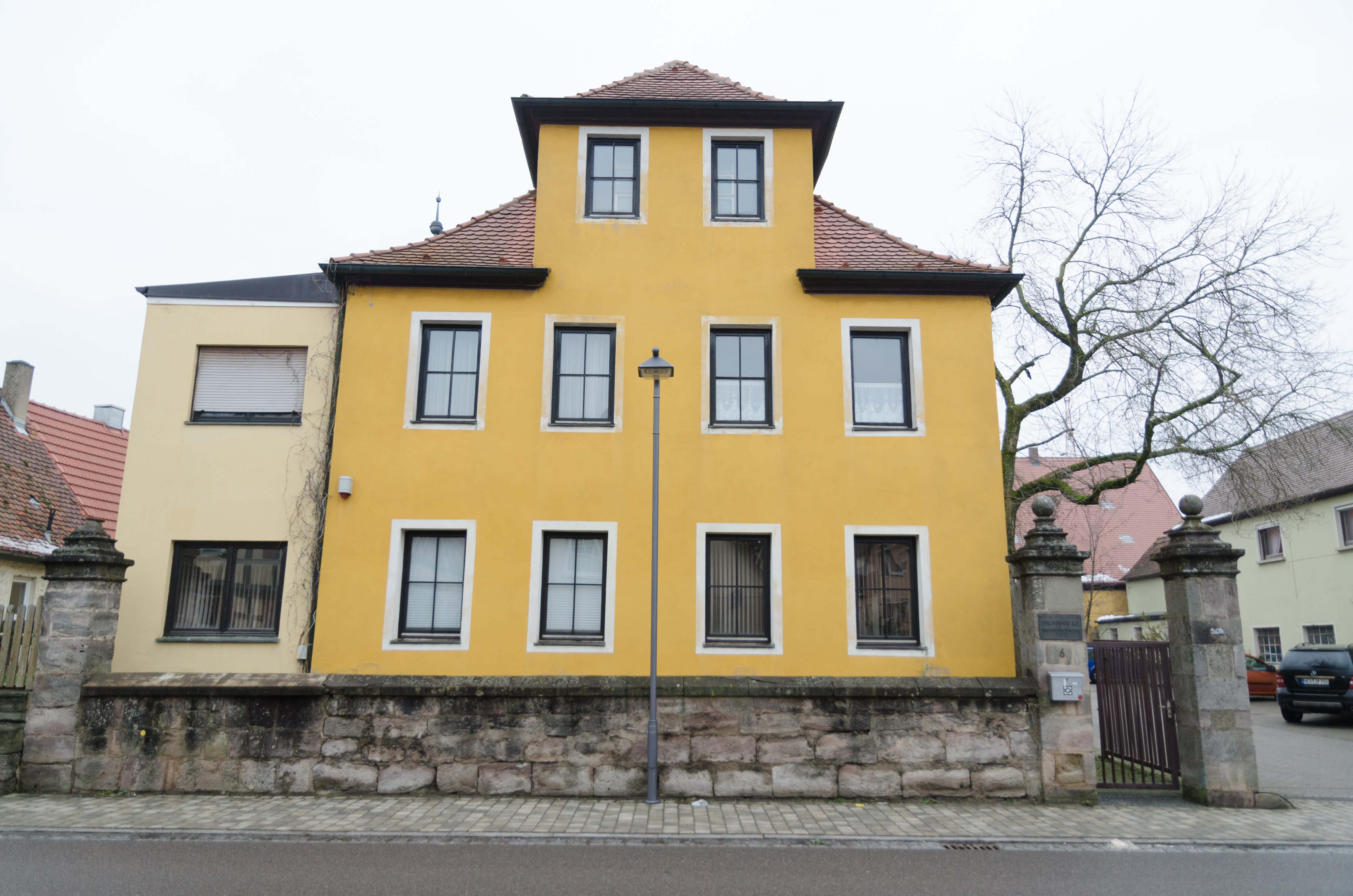
Riderschlösschen in der Schloßgasse 6

Schloss Burgbernheim (auch Riderschlösschen) ist ein ehemaliges kleines Schloss, das in der Gemeinde Burgbernheim im Landkreis Neustadt an der Aisch-Bad Windsheim (Mittelfranken, Bayern) steht.

## Geschichte
Das Schloss wurde um 1787 erbaut. Es ist erhalten.

## Beschreibung
Das Baudenkmal ist Teil der Liste der Baudenkmäler in Burgbernheim (Akten-Nr. D-5-75-115-46). Die Beschreibung lautet:
Ehemaliges Riderschlösschen: Walmdachbau, mit Treppenturm, im Kern 18. Jahrhundert, stark verändert; Pfeilerportal bez. 1787; nicht nachqualifiziert.